# Biały Dwór, West Pomeranian Voivodeship
Biały Dwór [ˈbjawɨ ˈdvur] là một ngôi làng thuộc khu hành chính của Gmina Biały Bór, thuộc hạt Szczecinek, West Pomeranian Voivodeship, ở phía tây bắc Ba Lan. Nó nằm khoảng 5 kilômét (3 mi) phía tây Biały Bór, 23 km (14 mi) về phía bắc Szczecinek và 155 km (96 mi) về phía đông của thủ đô khu vực Szczecin.
Trước năm 1945, khu vực này là một phần của Đức. Đối với lịch sử của khu vực, xem Lịch sử của Pomerania.
Ngôi làng có dân số 250 người.